# Дервельд, Фернандо
Фернандо Дервельд (нидерл. Fernando Derveld; 22 октября 1976, Флиссинген) — нидерландский футболист и художник, защитник, завершивший карьеру. Ранее играл за некоторые нидерландские клубы, а также за английские «Норвич Сити» и «Вест Бромвич Альбион», и датские «Оденсе» и «Эсбьерг».

## Карьера
Начинал свою карьеру в Нидерландах и в юношеском возрасте играл за ПСВ. В 1998 году стал игроком «Харлема», где находился полтора года. Затем он подписал контракт с «Норвич Сити». Но по окончании сезона 1999/00 Брайан Хэмилтон отказался продлевать с Дервельдом контракт.
Дервельд сыграл 25 матчей и забил 1 гол за канареек, который был отправлен в сетку «Вест Бромвич Альбион». После первого сезона в стане «Норвича» он перешёл как раз в «Вест Бром».
С 2001 года стал играть за «Оденсе» в Дании. В матче Кубка УЕФА против «Сельты» Дервельд забил со штрафного удара. В 2005 году перешёл в «Херенвен». После не слишком удачного сезона в Голландии Фернандо вернулся в Данию в «Эсбьерг».
После завершения карьеры стал художником.

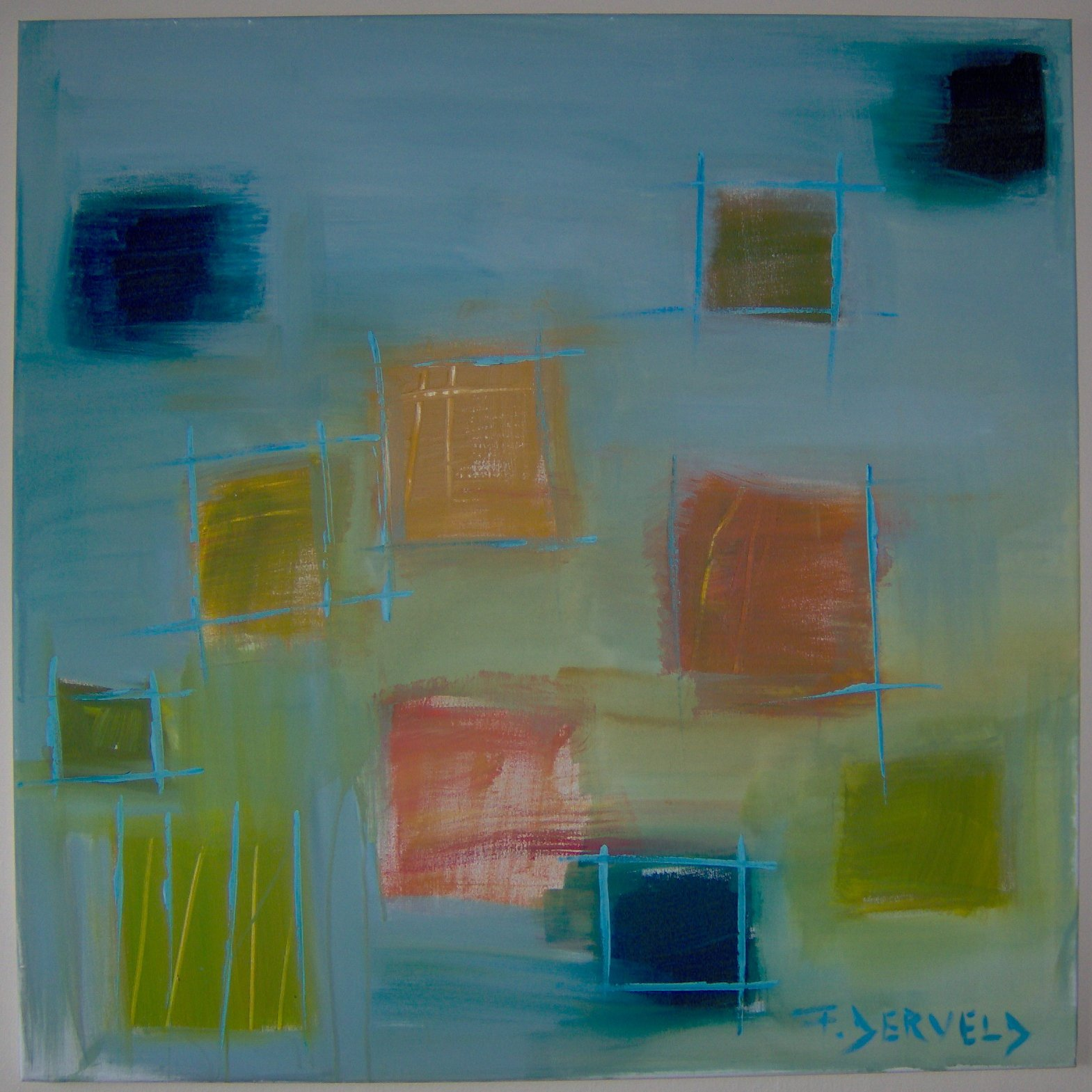
«Квадраты», 90 x 90 см. Картина была написана игроком, когда тот играл за «Эсбьерг». В настоящее время находится в частной коллекции в Дании.